# Suuri Hietajärvi
Suuri Hietajärvi eller Hietajärvi är en sjö i Finland. Den ligger i kommunen Joensuu i landskapet Norra Karelen, i den sydöstra delen av landet, 400 km nordost om huvudstaden Helsingfors. Suuri Hietajärvi ligger 109,8 meter över havet. Den är 10 meter djup. Arean är 76,6 hektar och strandlinjen är 5,97 kilometer lång. Sjön  ingår i Jänisjokis huvudavrinningsområde.   I omgivningarna runt Suuri Hietajärvi växer i huvudsak barrskog.